# 鈴木Cervo
鈴木Cervo（日语：スズキ・セルボ）乃是日本鈴木汽車工業（今鈴木公司）於1977年至2009年間開發製造的輕型轎跑車、掀背車。關於車名「Cervo」，在義大利語中意指牡鹿。

## 歷史與概要
作為鈴木Fronte Coupe的後續車款，鈴木Cervo扮演的是個性化、運動化的雙門輕型車。

### 第一代SS20/SC100型（1977年-1982年）
1977年 - 承襲鈴木Fronte Coupe的第一代Cervo（原廠代號SS20型）上市，大燈採圓形設計，方形霧燈則嵌於凸出之進氣壩兩側，前後保桿均比Front Coupe大上許多。大型化的後座可傾倒，以便增加載物空間。車尾玻璃可向上掀開，方便拿取後座物品。動力來源為539c.c.直列三缸水冷式二衝程T5A型引擎，可輸出最大馬力28ps / 5,000rpm、最大扭力5.3kg·m / 3,000rpm，並且採後置後驅的佈局方式，配合四速手排變速箱。車型依配備多寡區分CX-G、CX-L、CX等三種：頂級CX-G具備10吋鐵輪圈、前輪碟煞裝置、圓形六顆獨立儀表、黑色內裝、後窗加熱除霧線等；CX-L的L意指「Lady」，也就是針對女性車主，配置10吋鐵輪圈、四輪鼓煞裝置、白褐相間木紋飾板、米色內裝、附化妝鏡的遮陽板等；而CX則為入門廉價版。
此外，1977年武藏工業大學（今東京都市大學）試驗製作氫氣車時，曾以Cervo為底本試作「武藏3號」。在智利組裝製造的Cervo改配置797c.c.直列四缸SOHC F8A型引擎，不過後來也改成970c.c.直列四缸SOHC F10A型引擎。
1978年 - 實施小改款，將前座改為頭枕、椅身分離式。
1982年 - 6月停產。

#### 鈴木SC100

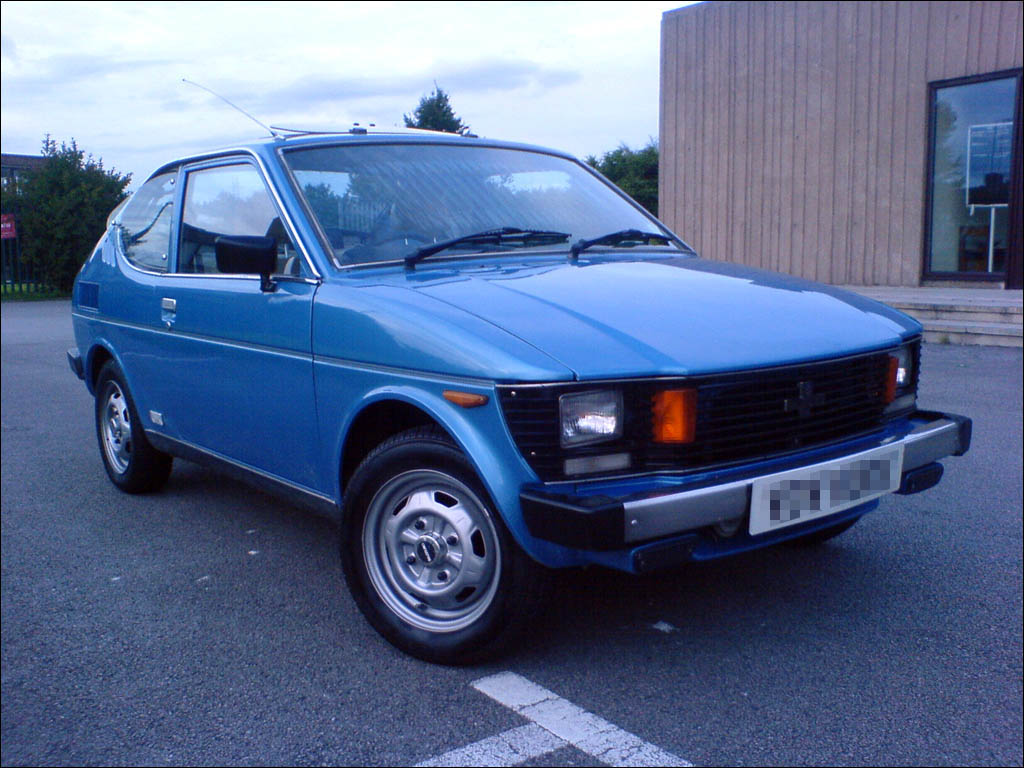
鈴木Whizzkid

外銷版的Cervo稱作「鈴木SC100」，搭載970c.c.直列四缸SOHC F10A型引擎，可輸出47–50hp / 5,000rpm的最大馬力、83N·m / 2,500-3,000rpm的扭力峰值。1978年4月首先於英國上市，並且獲得「Whizzkid」的外號。歐規版的前擋玻璃不似日規版傾斜，因而影響到車門框架與車窗的形狀。歐規版的頭燈為方形，其餘外銷至香港、南非、紐西蘭和數個南美洲國家的版本則和日規版一樣是圓形。在英國，這款車因為成功的行銷策略吸引一票忠實車迷，其中包含知名的汽車雜誌記者L.J.K.賽萊特。1980年1月歐規版實施小改版，改變儀表板及旋鈕的型式；直到1982年才停售。在此期間，英國進口商赫隆鈴木（Heron Suzuki）共出售4,696輛，荷蘭進口商尼馬格（Nimag）則賣出3千4百輛左右的SC100，可見其受歡迎之程度。

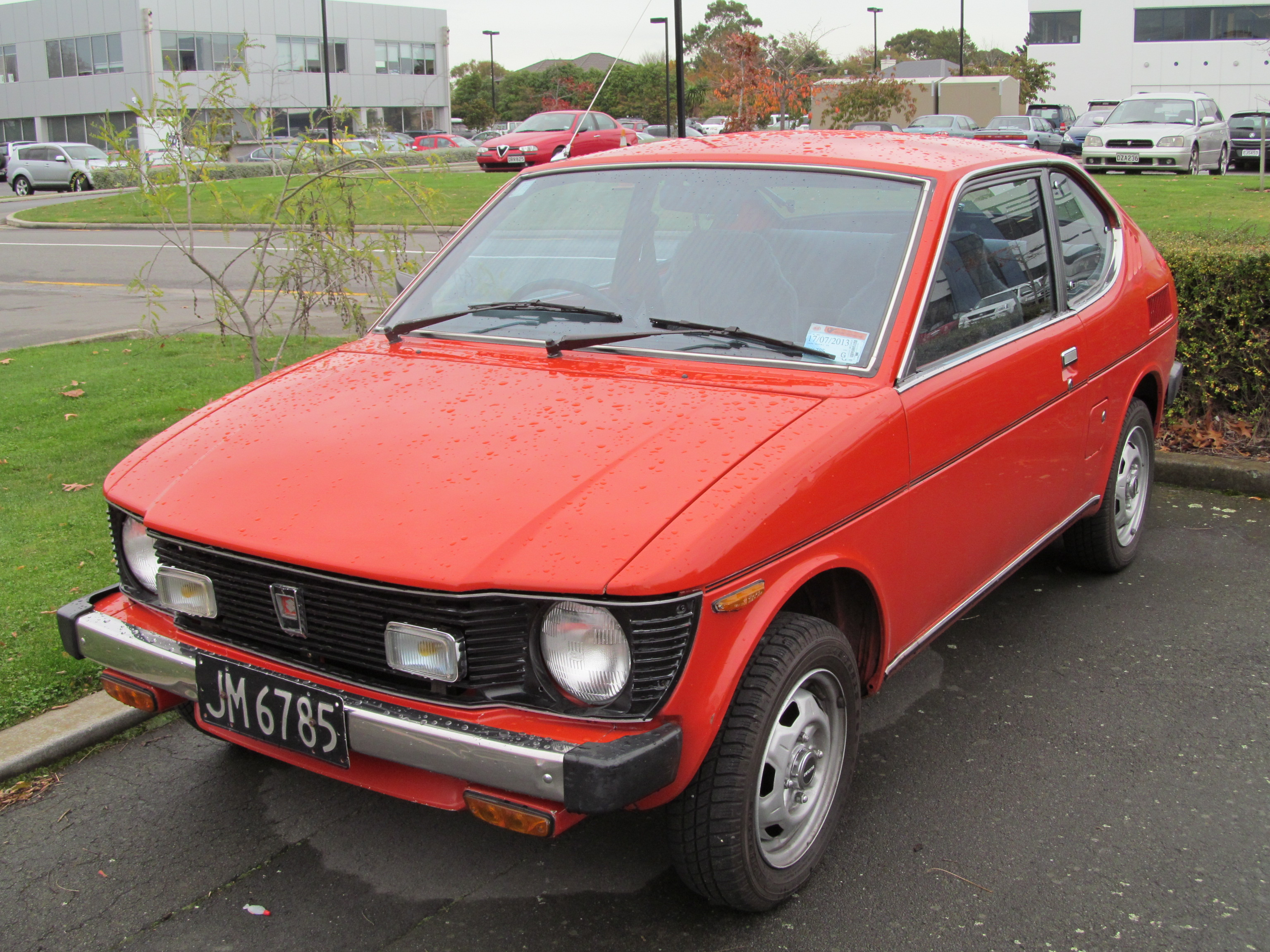
攝於紐西蘭基督城
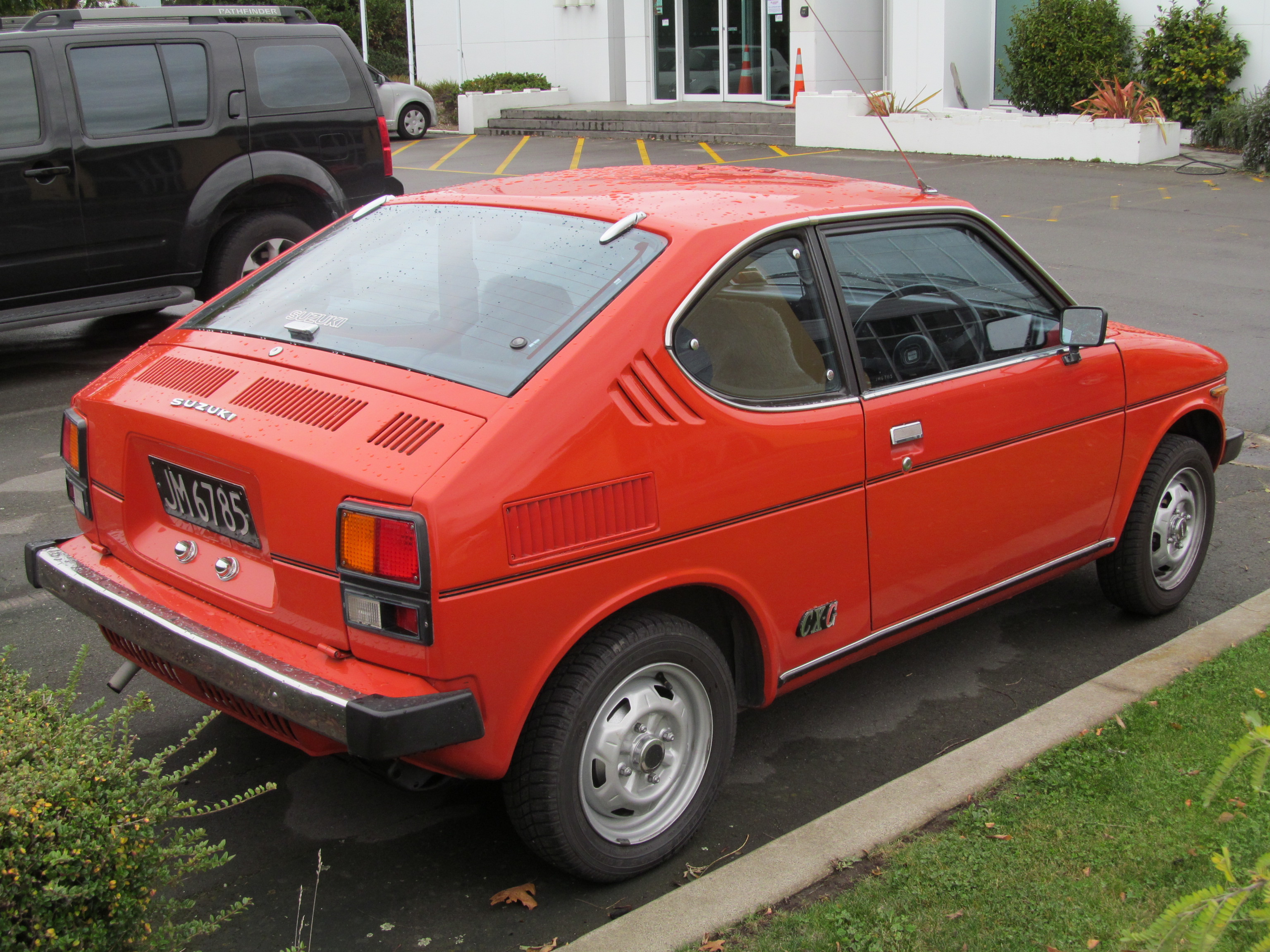
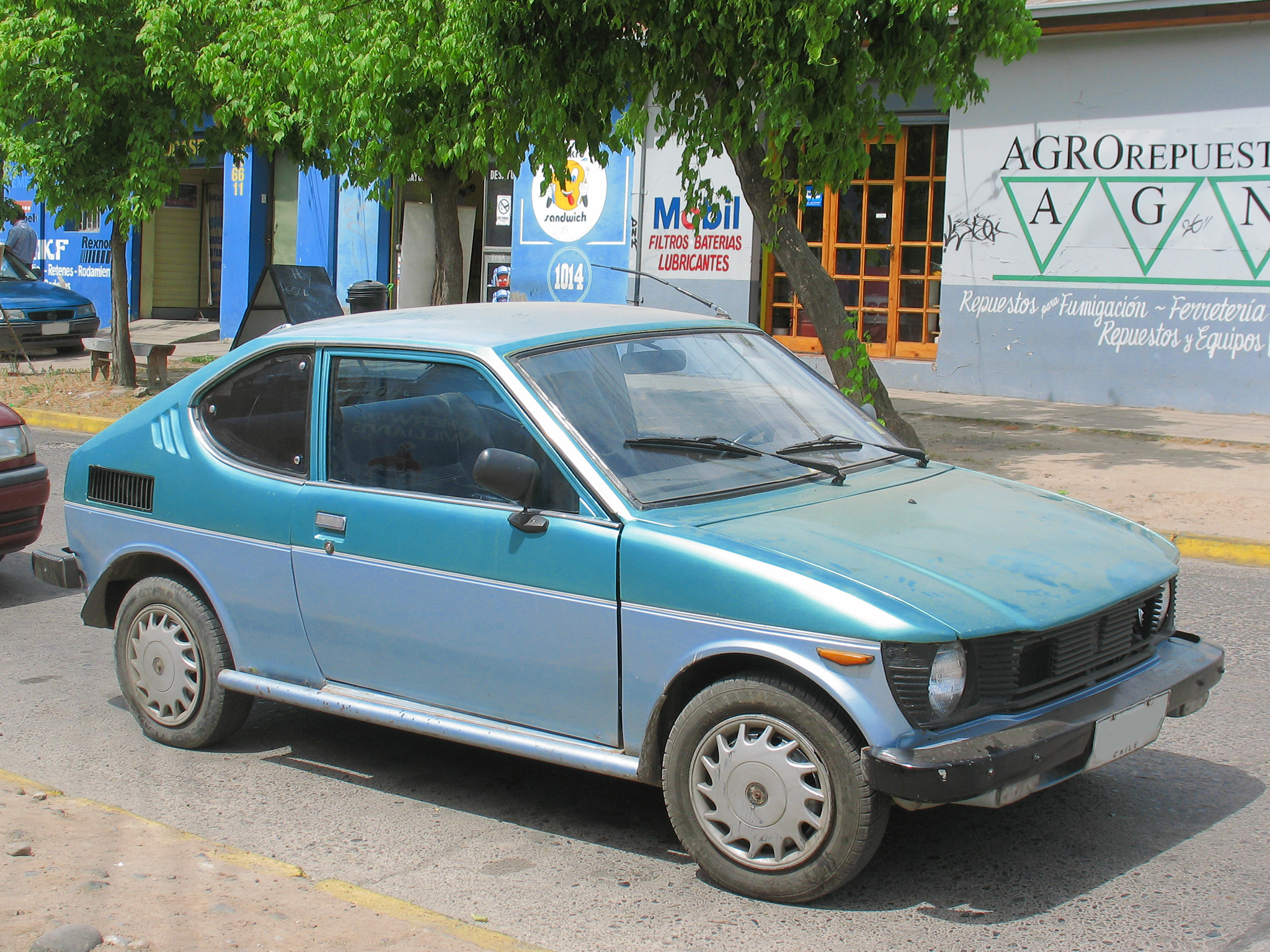
攝於智利，缺少霧燈
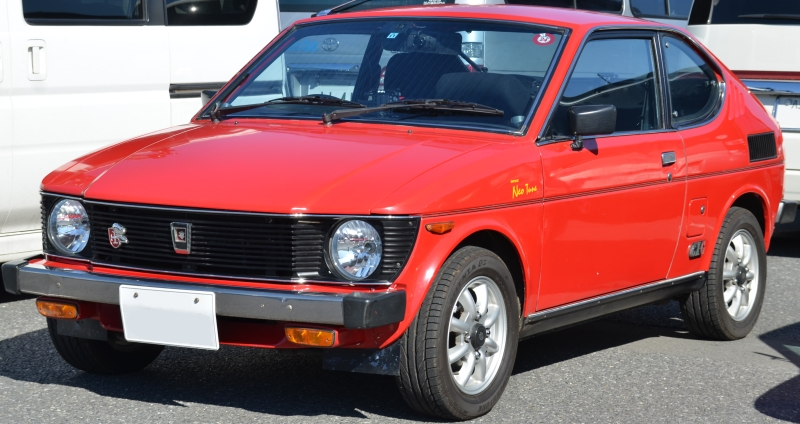
SC100
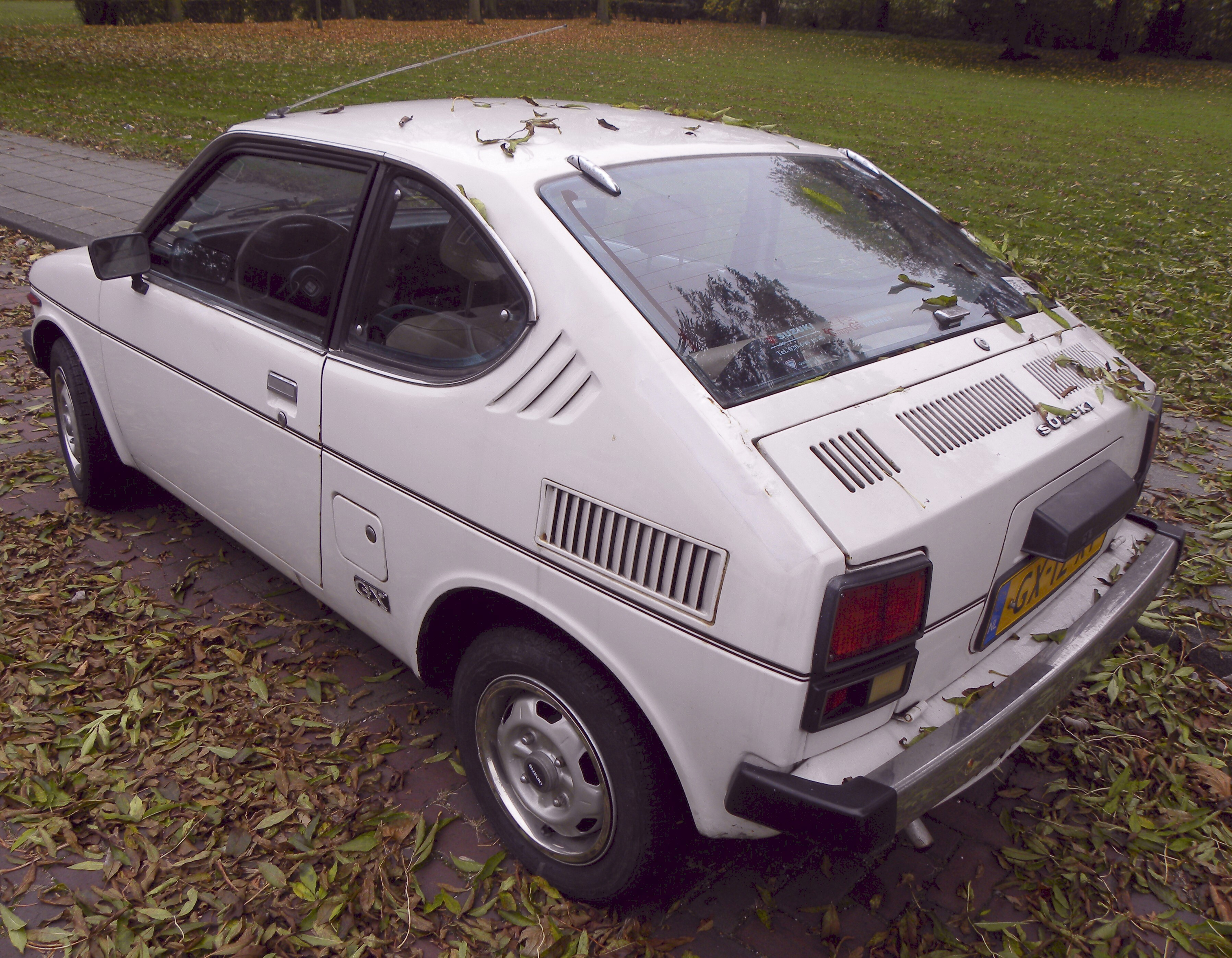
SC100

### 第二代SS40型（1982年-1987年）
1982年 - 6月大改款的第二代Cervo（原廠代號SS40型）問世，雖然沿襲前代車身雙門、上掀式車尾玻璃等的設計風格，但變得粗壯的B柱乃其特色；而且佈局方式丕變成前置前驅。為了降低生產成本，此款車有許多零件與第一代Alto、第五代Fronte共用。共通零件之型式為E-SS40，但零件列表中Alto編成SS40V、Fronte編成SS40S、Cervo編成SS40C，從Cervo衍生而出的皮卡貨車鈴木Mighty Boy則編為SS40T。該車款的電視廣告邀請女演員淺丘琉璃子作為代言人。
1983年 - 5月部份改良，改良後的凸輪軸使得引擎壓縮比由9.5：1變成9.7：1，改良觸媒轉化器和EGR裝置且引擎加裝自動阻風門。
同年10月追加具備543c.c.直列三缸SOHC F5A型引擎（化油器，無中冷器）的「CT-G」車型，這是鈴木首部搭載渦輪增壓的車款，配合五速手排變速箱和電子化油器可輸出最大馬力40ps / 6,000rpm、扭力峰值54N·m / 4,000rpm。標準配備有前輪碟煞系統、黑紅雙色內裝、引擎蓋進氣口等。
1985年 - 1月實施小改款，變換進氣壩造型及前座座椅，雙側後視鏡移至A柱下方角落，新式化油器促使最大馬力來到31ps / 6,000rpm，扭力峰值亦達44N·m / 4,000rpm。
1987年 - 2月再度小改款，停售渦輪增壓車型，並調整其中二種車型：入門款CS-D車型配置四速手排或二速自排，運動化CS-G車型則為五速手排；同年9月停產。

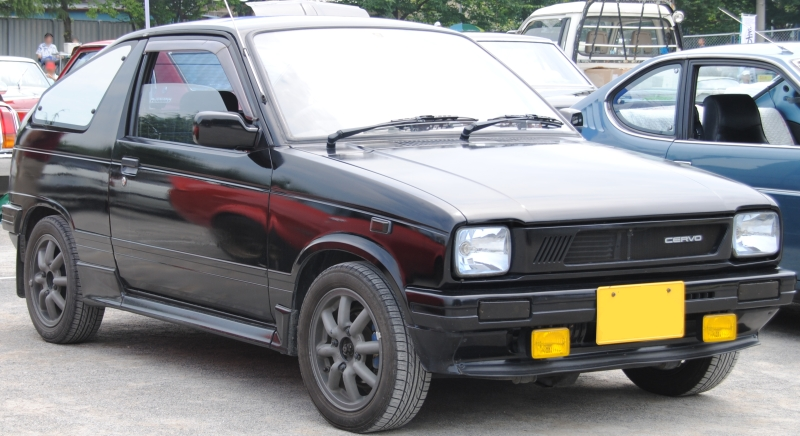

### 第三代CG72V/CH72V型（1988年-1990年）
1988年 - 元月22日推出大改款的第三代Cervo（原廠代號CG72V/CH72V型），電視廣告代言人為大西結花。雖然承襲第一代以來個性化車款的產品定位，外型卻從轎跑車轉為運動旅行車。主要的變更在於寬闊的C柱後方延伸一小片尾翼，且在左右尾燈組上方凸出一塊，後車窗呈現直立狀，原廠稱之為「wavy look（ウェービールック）」。內裝方面，儀表板流用第二代Alto，車門飾板也是改良自第一代Alto。動力來源為新開發之547c.c.直列三缸SOHC 12汽門F5B型引擎，搭配單支化油器可輸出最大馬力40ps / 7,500rpm、扭力峰值4.3kg·m / 6,000rpm。驅動方式分成前輪驅動和適時四輪驅動二種，後者僅搭配五速手排變速箱，前者則有五速手排和附有閉鎖離合器（lock-up clutch）的三速自排等二種變速箱。標準配備含有AM收音機、霧燈、後車窗雨刷、駕駛座調整手把等，後來追加的「御機嫌包（ごきげんパック）」特仕車則含空調系統、世界首度搭載的電動式動力方向盤、安裝於C柱的三菱電機製Diatone喇叭等配備。
1989年 - 12月停產。由於特殊的車尾設計，加上日本當局變更輕型車規制，此代車款僅維持2年的產品生命週期，直至1990年5月停售。

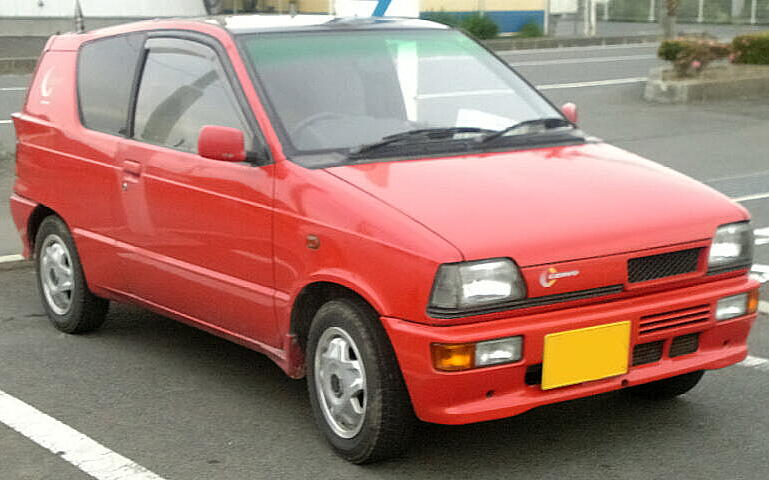
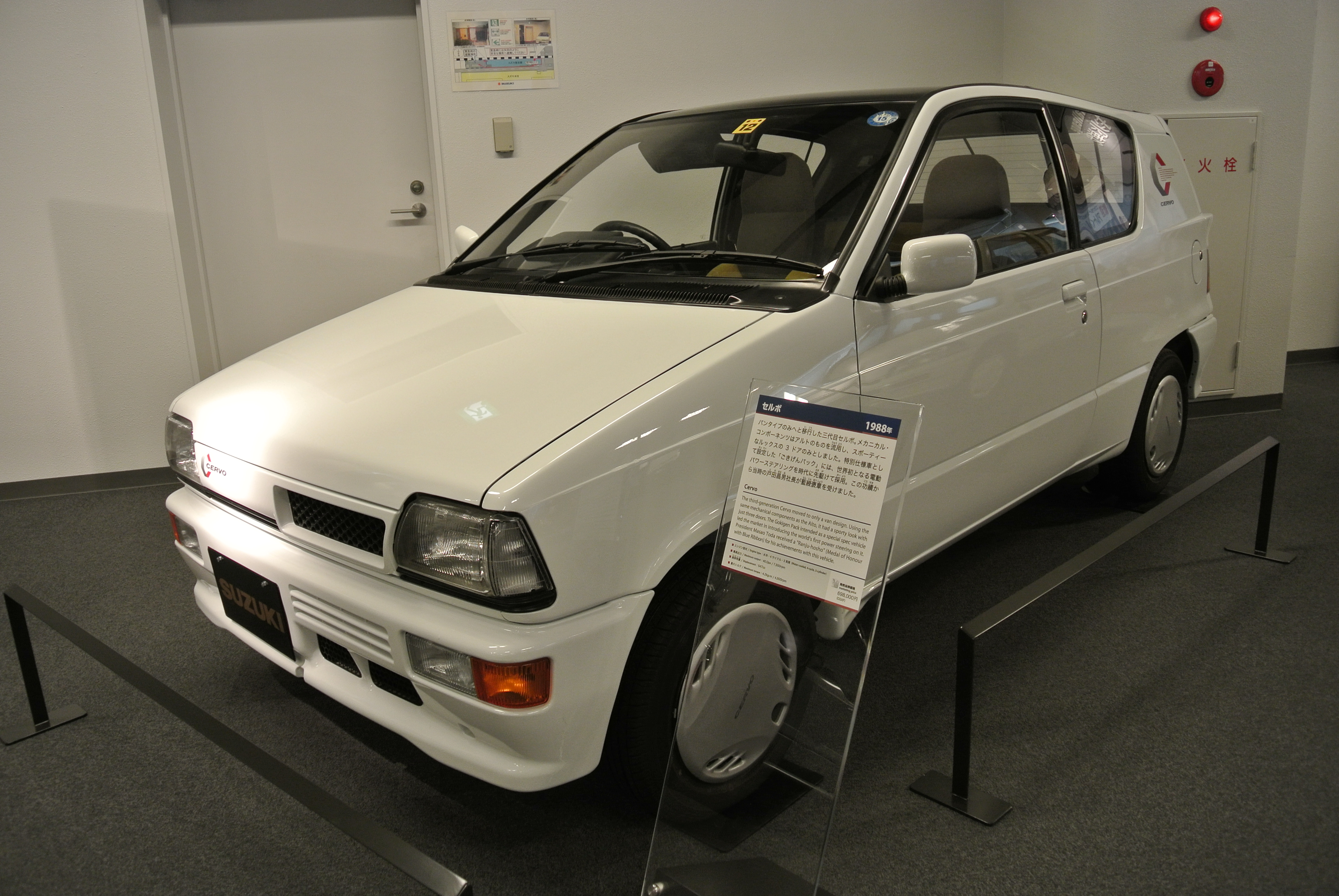
鈴木歷史館展出的第三代Cervo

### 第四代CN21S/22S/31S/32S型（1990年-1998年）
1990年 - 7月大改款的第四代Cervo Mode正式發表，車身設計理念大轉變，從往昔的運動化個性路線回歸傳統二廂式掀背車外型。加上同年4月日本輕型車規制改變，允許引擎容積擴大至660c.c.。前年停售的Fronte車系併入Alto車系後，Cervo變成比Alto高一階的車系，不論外型或內裝都採用高質感素材。此外亦推出小鋼炮車型「SR-Four」，搭載658c.c.直列四缸DOHC 16汽門F6B型渦輪增壓引擎（附中冷器），並配置倍耐力P700跑車胎；至於ABS防鎖死煞車系統和全時四輪驅動則為選購配備。原先只有三門車型，同年11月追加五門車型。
1991年 - 9月進行小改款，外觀沒有改變，但是五門L車型將後座三點式安全帶及扶手列為標準配備，SR-Turbo車型將電動窗和車門鎖列入標配，四輪碟煞系統也成為SR-Four車型的標配。
1993年 - 以Cervo Mode為藍本、換裝993c.c.直列四缸SOHC G10B型引擎的馬魯蒂Zen在印度正式問世。
1995年 - 10月再度實行小改款，輪圈的PCD值（所有輪圈螺絲畫成一個圓的直徑數值）由114.3mm改成100.0mm，進氣壩和尾燈組也改變造型。包含儀表板在內，車室內裝大幅度修改。另外，受到速霸陸Vivio Bistro車型一炮而紅影響，原廠也修改進氣壩、頭尾燈組、前後保桿造型，推出復古懷舊風的「Cervo C」車型。
1997年 - 5月復實行小改款，修正若干配備及內裝。
1998年 - 10月正式停產，此後沉寂了8年，新一代Cervo未曾問世。

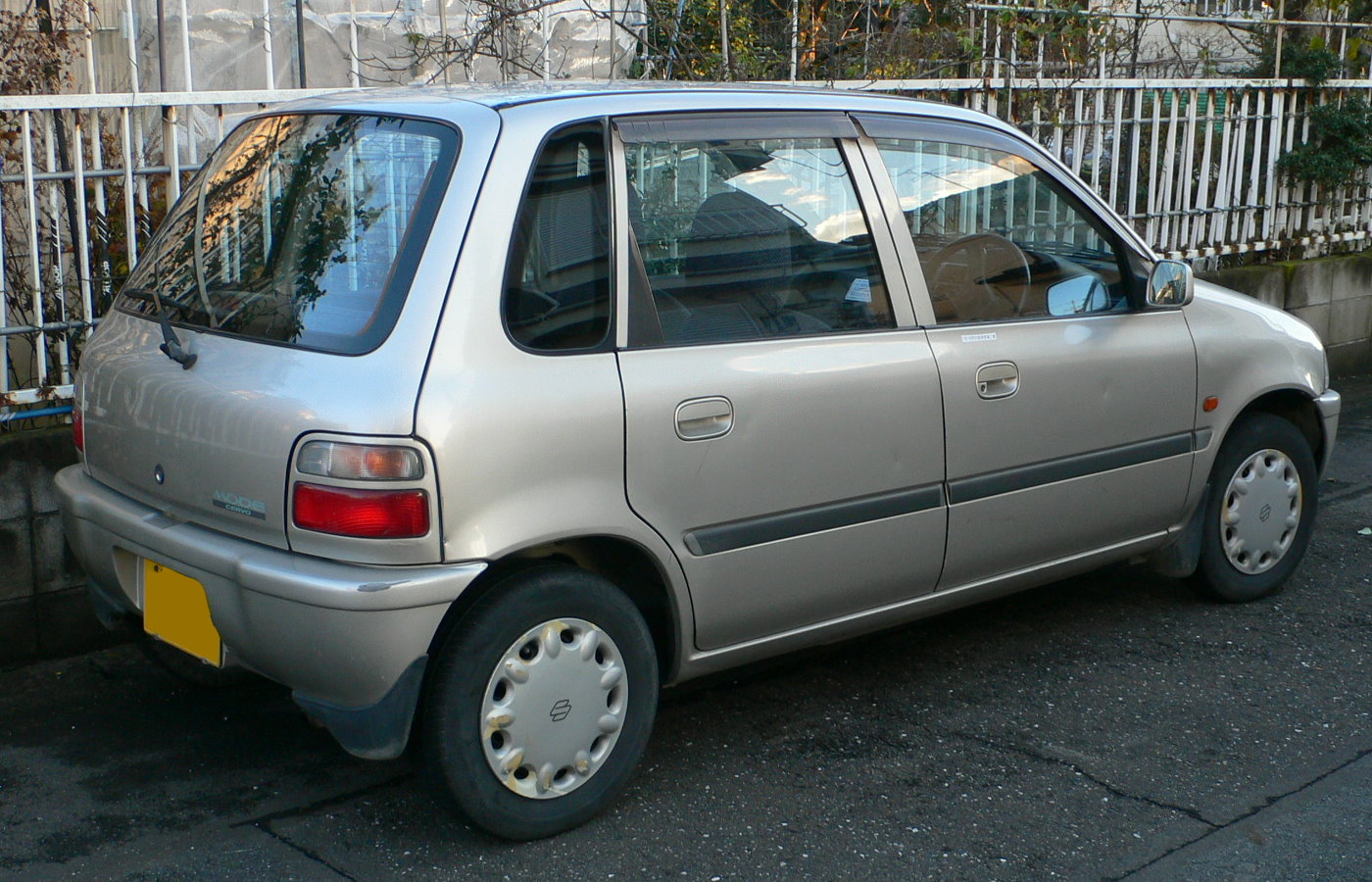
五門型車尾
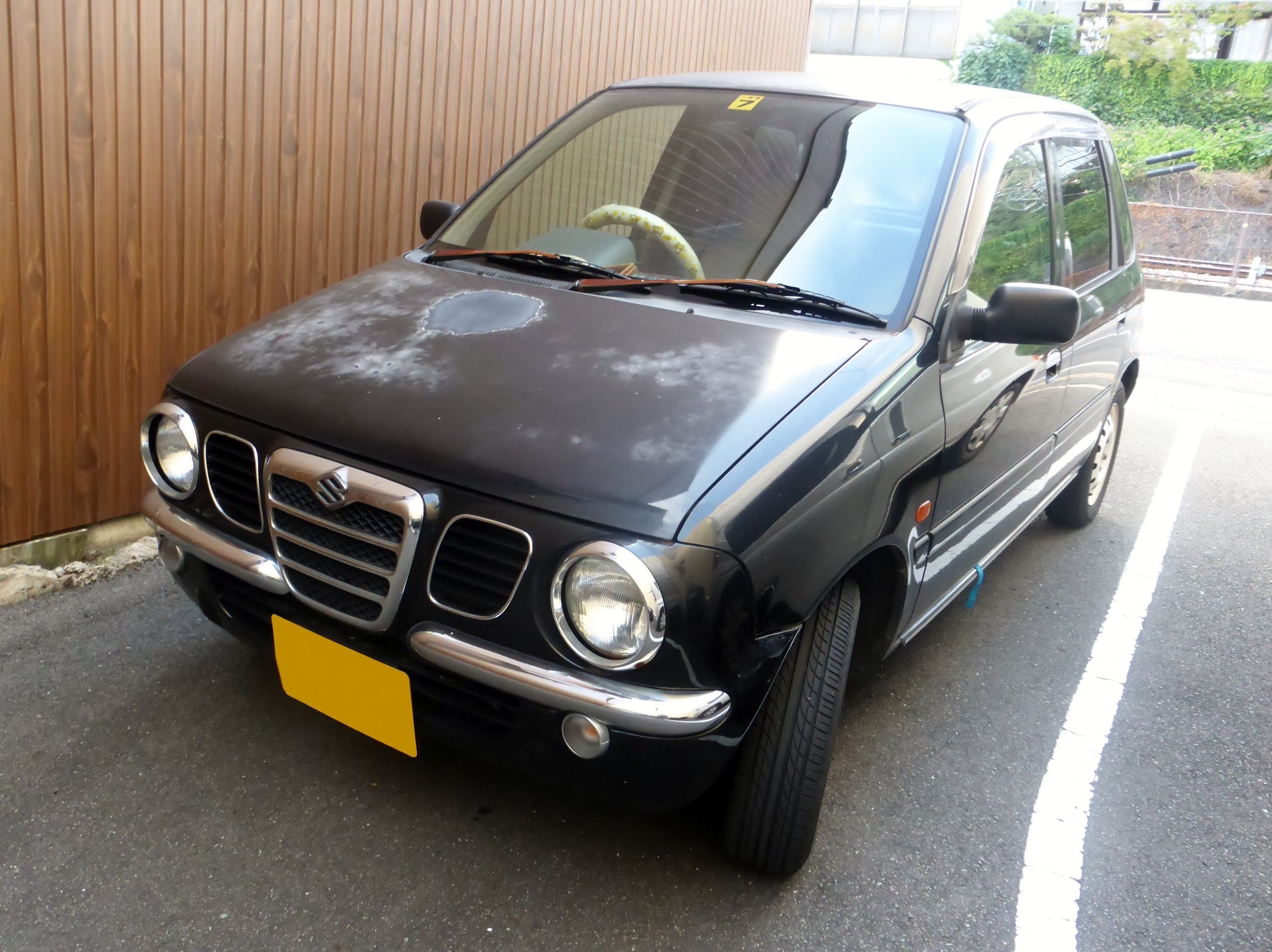
Cervo C車頭
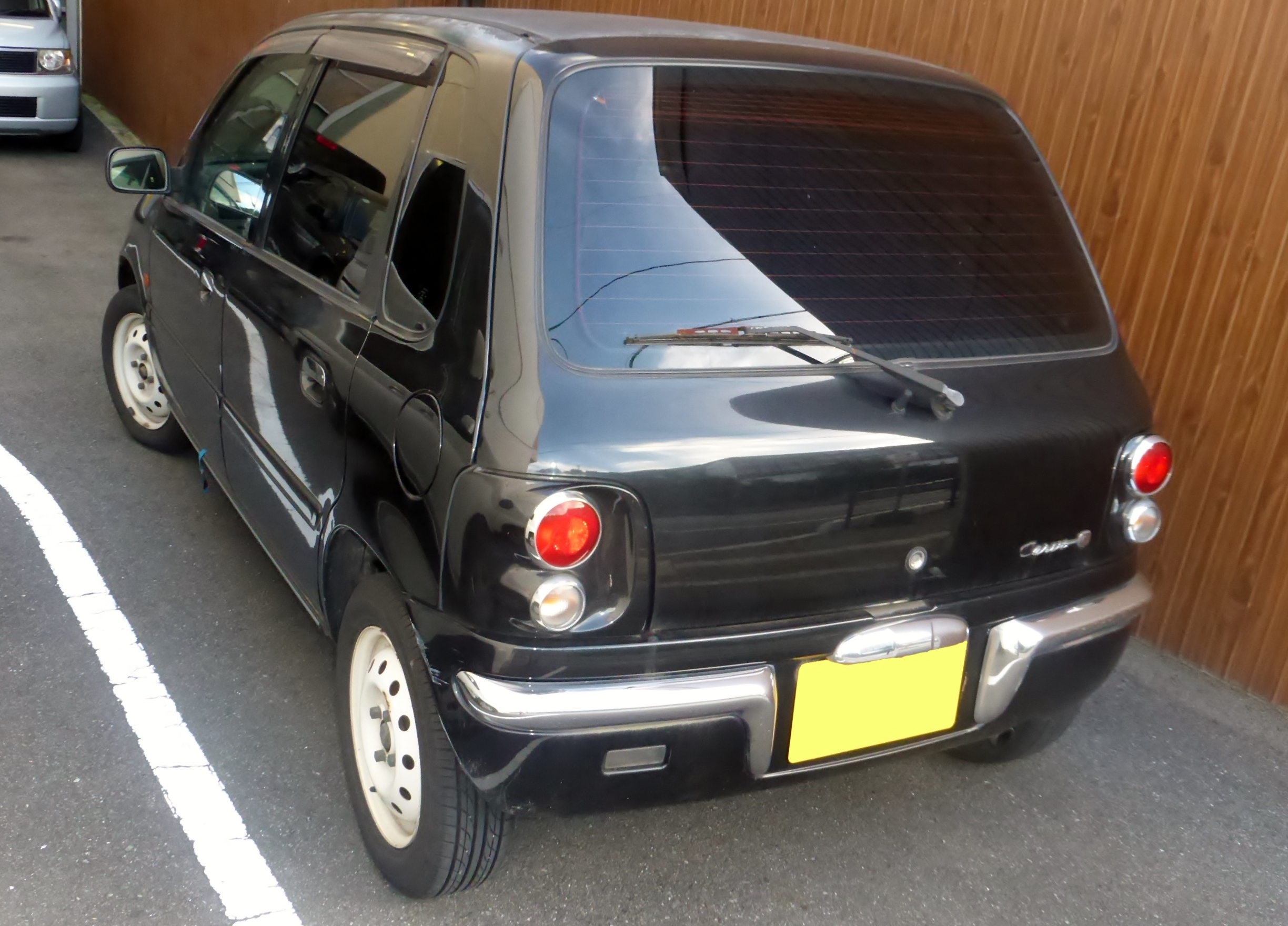
Cervo C車尾
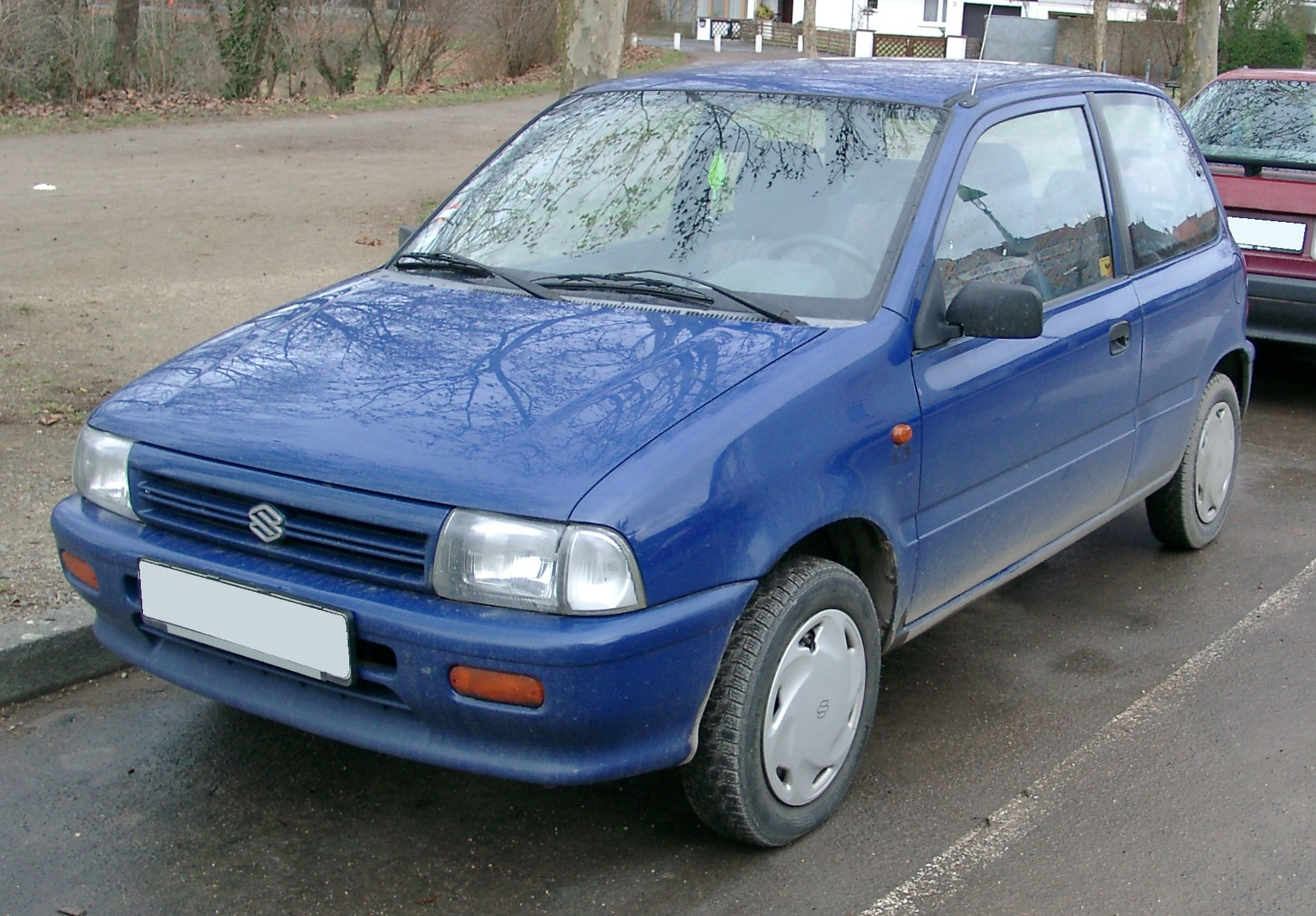
歐規Alto三門型車頭
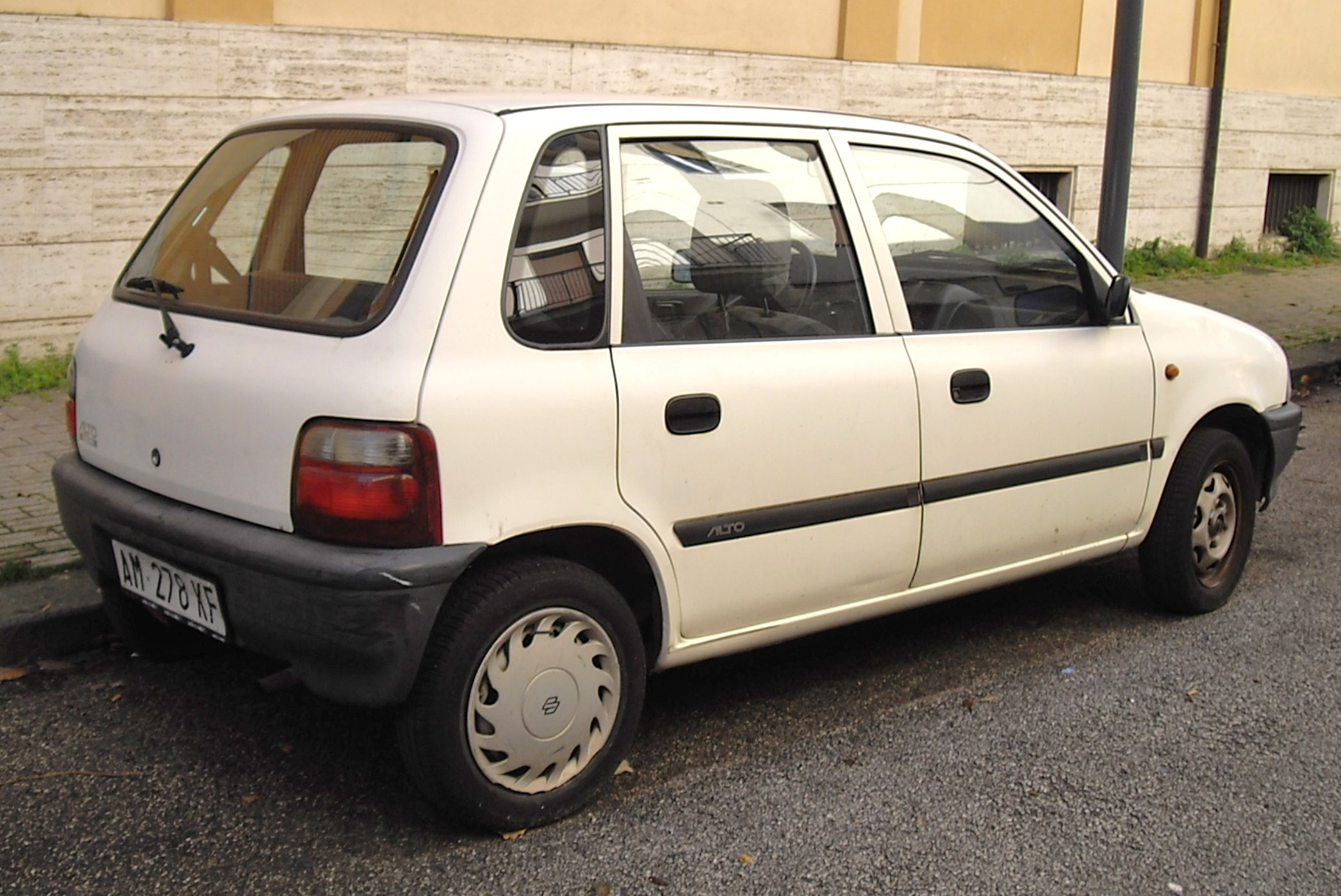
歐規Alto五門型車尾
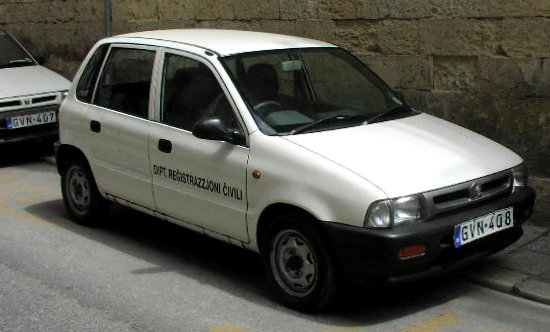
印度馬魯蒂Zen車頭
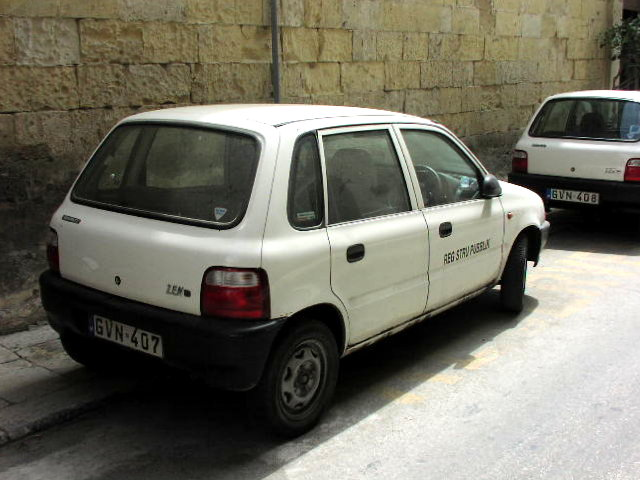
印度馬魯蒂Zen車尾

### 第五代HG21S型（2006年-2009年）
2006年 - 睽違8年之久，第五代Cervo終於在11月7日重返日本車壇。基本機械結構與第六代Alto相同，車身外型設計得更為動感。開發初期原廠便已決定「鈴木MR Wagon針對女性車主，第五代鈴木Cervo則針對男性車主」的定位，全車做五門掀背之設計。變速箱皆設定成四速手自排，搭配兩種動力心臟：658c.c.直列三缸DOHC VVT K6A型，或者658c.c.直列三缸DOHC VVTK6A型渦輪增壓引擎（附中冷器）。全車標配Keyless免鑰匙感應門鎖與引擎啟動系統，其中頂級車型甚至包含符合藍牙規範的手機免持聽筒裝置。
2007年 - 6月5日推出「G Limited」特仕車，以G車型為基礎添加前後下巴及左右側裙、尾翼、霧燈、14吋鋁合金輪圈、附方向燈之後照鏡外殼等配備。擔任內裝的主設計師是結城康和，因而同年10月獲得好設計獎之獎項。同年10月16日發表「SR」車型，特點在於缸内直噴式渦輪增壓引擎搭配模擬7速CVT無段自動變速器，此乃日本車壇首創；可輸出64ps / 6,500rpm的最大馬力、10.5kgm / 3,500rpm的扭力峰值。同時實行小改款，換成液壓引擎腳、改良懸吊系統、追加新車色等。
2008年 - 5月26日後座椅背調整功能成為全車系標配，新增四種車身塗裝，變換座椅表皮，「SR」除外其他車型的CD音響增加USB端口。
2009年 - 10月正式停產。

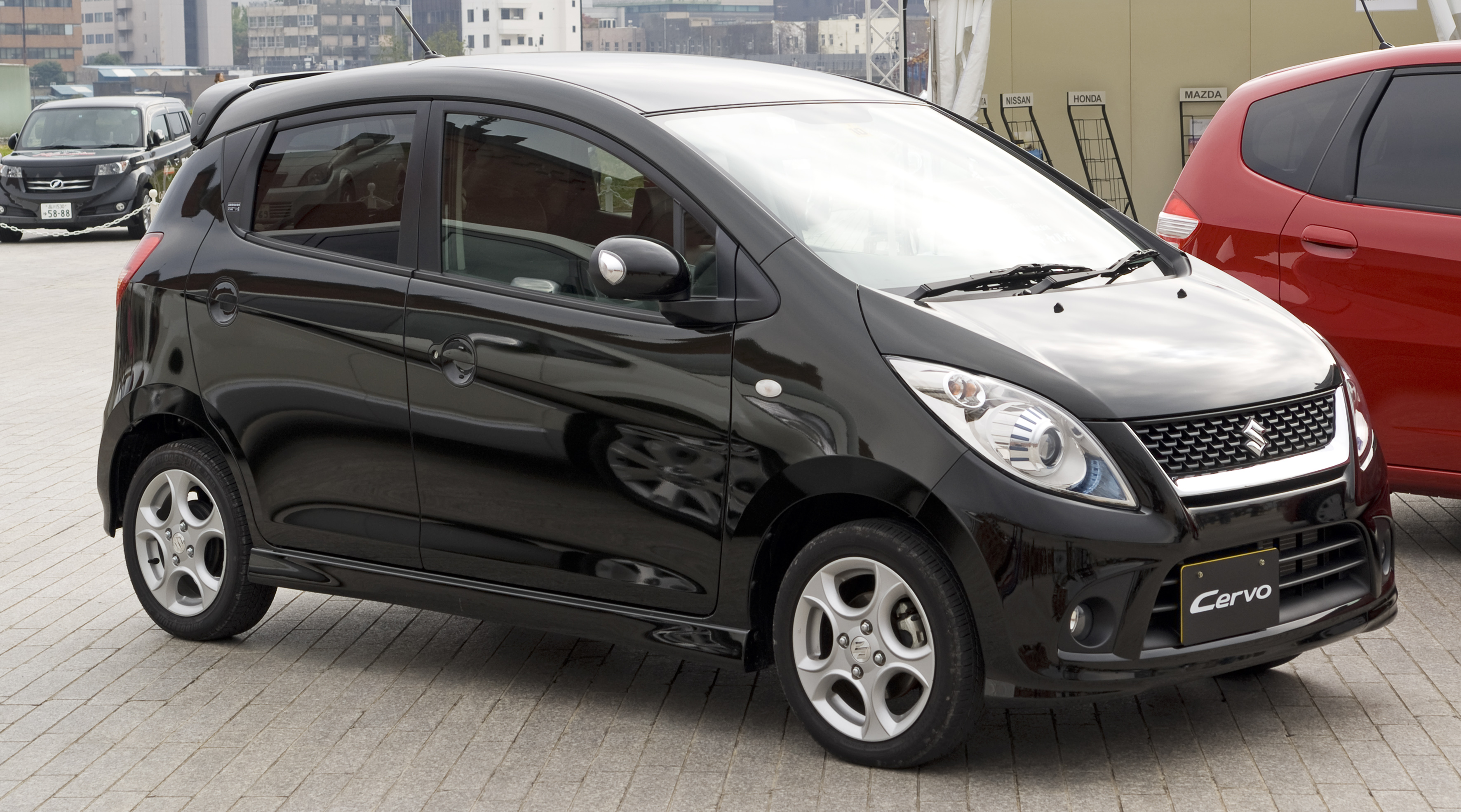
SR車型車頭
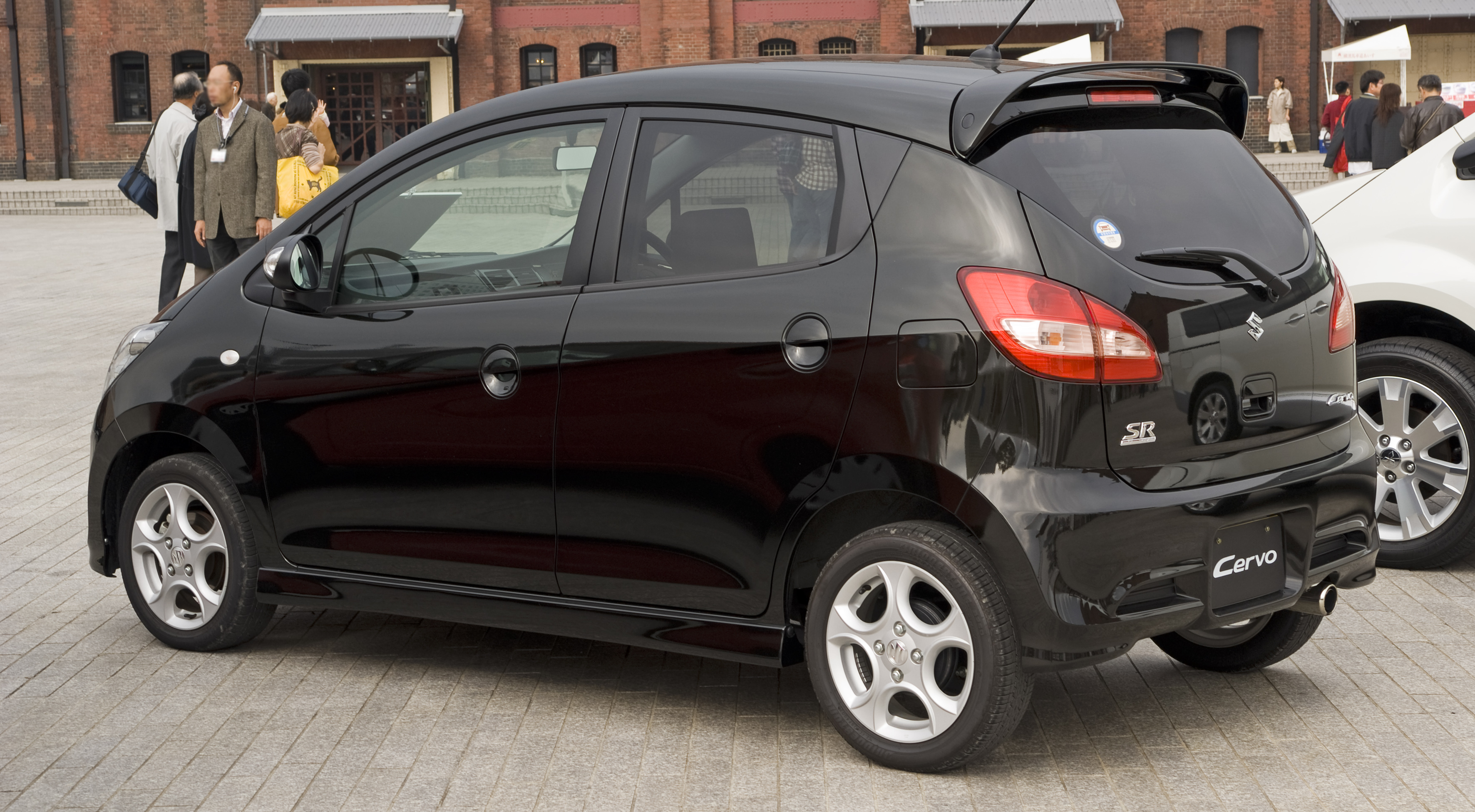
SR車型車尾
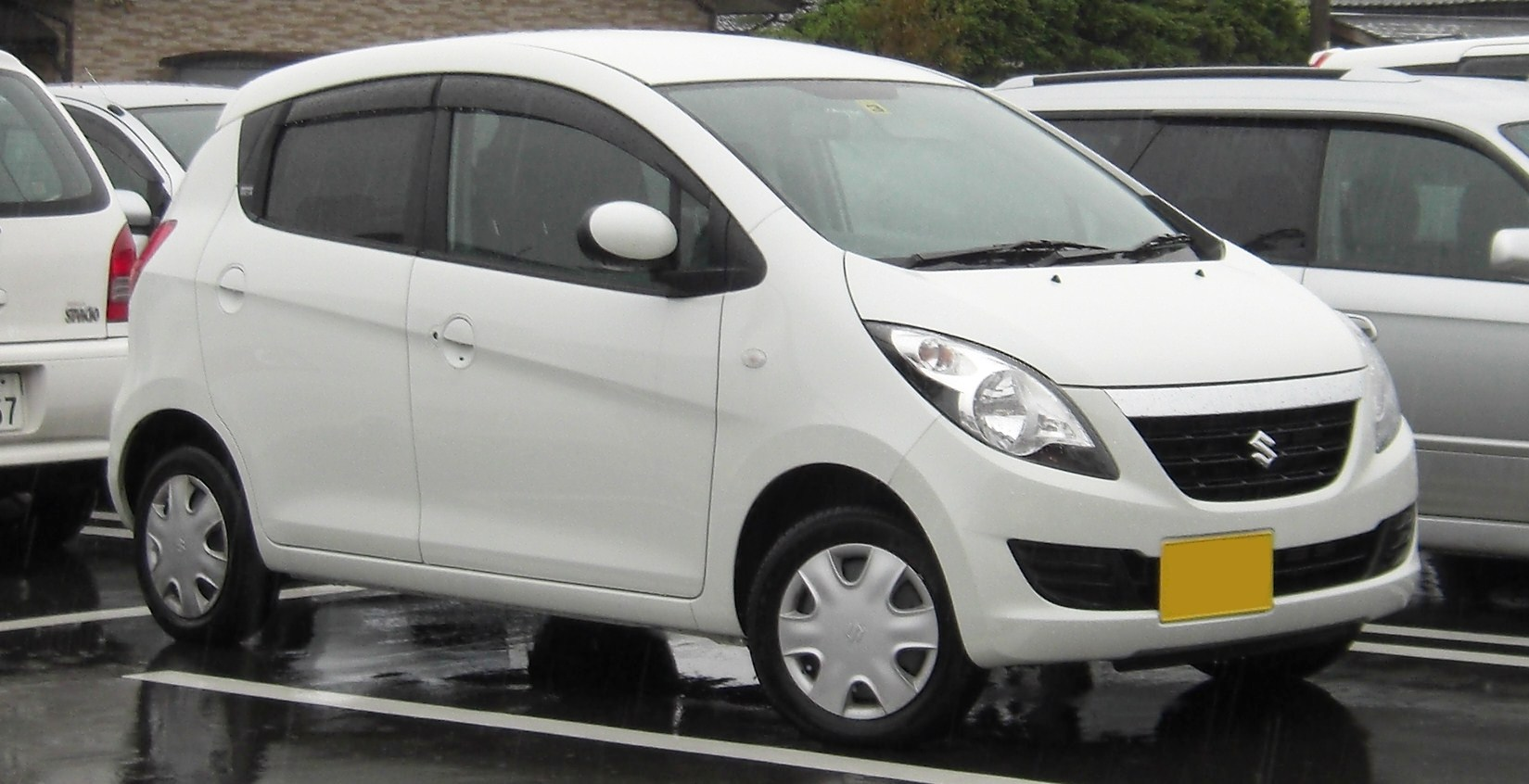
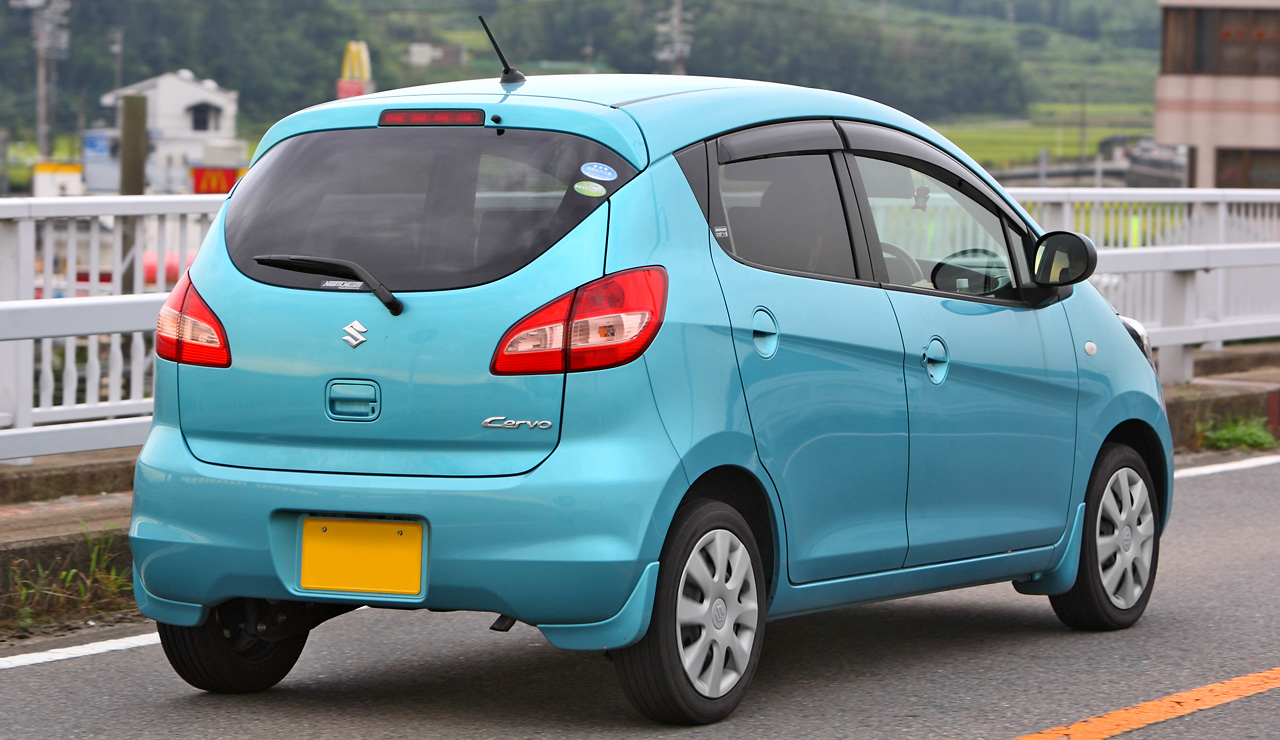
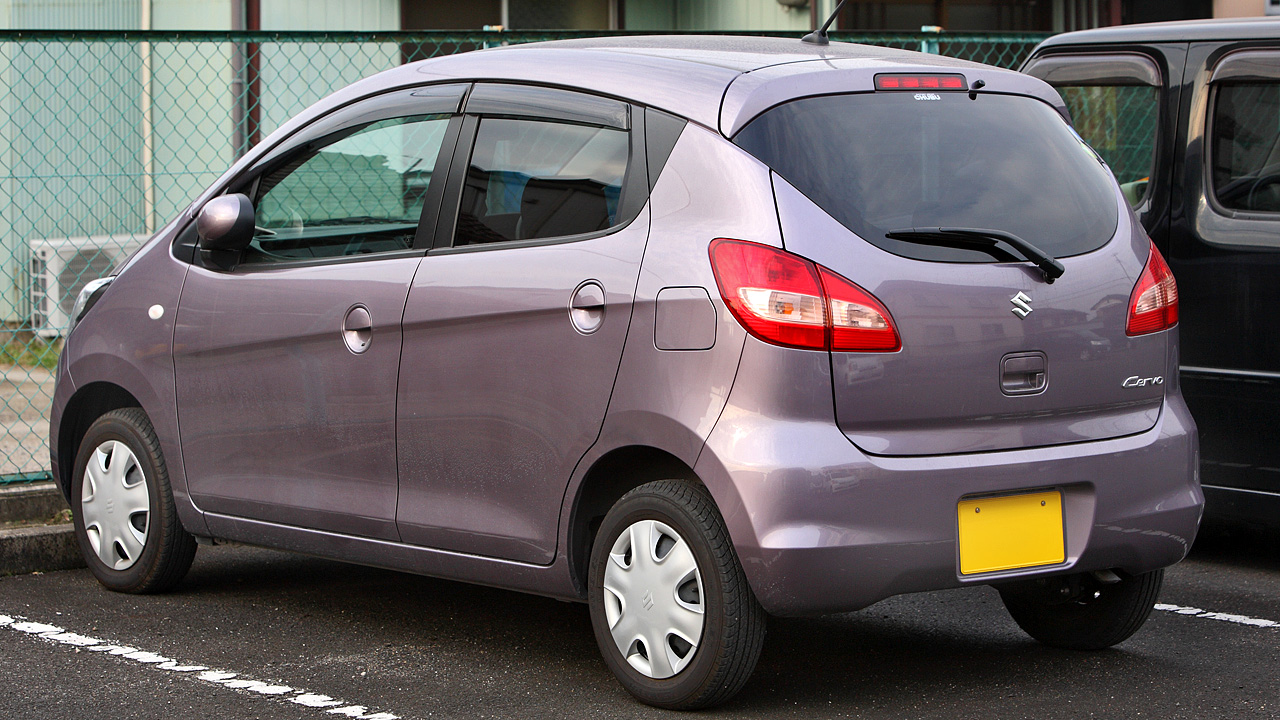
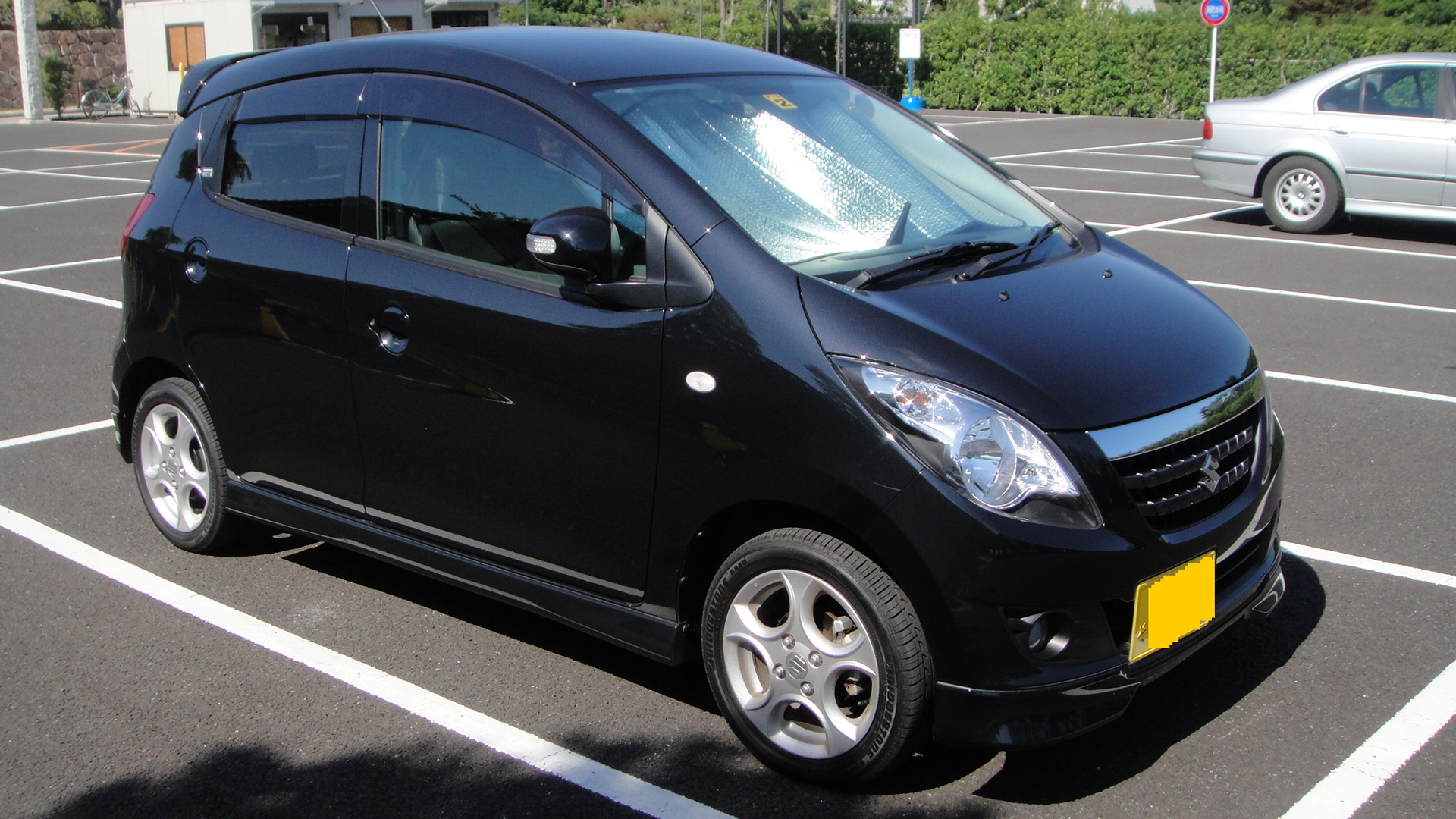
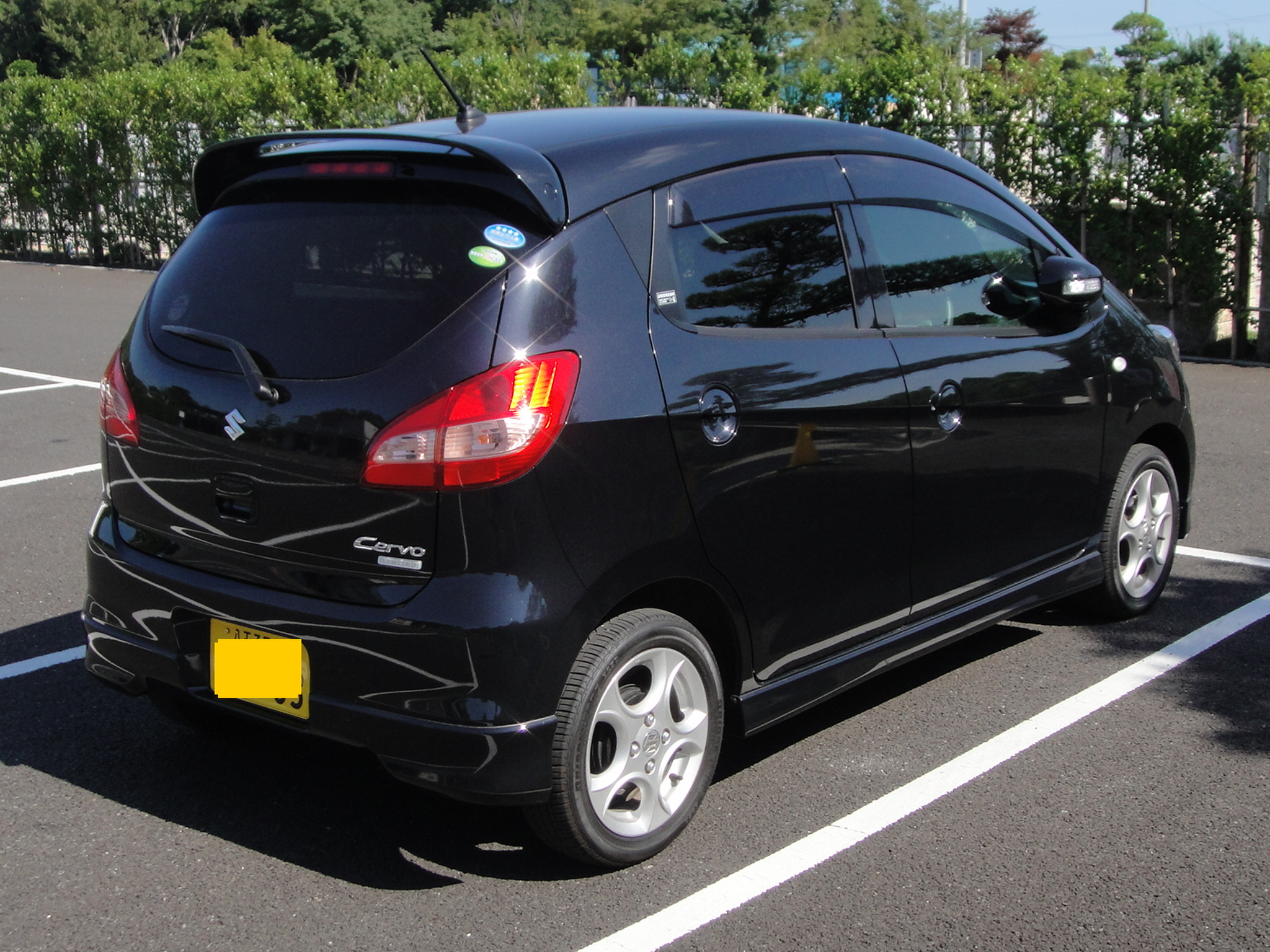

## 內部連結
- 鈴木Fronte Coupe
- 鈴木Mighty Boy

## 外部連結
- （日語）SUZUKI CERVO （页面存档备份，存于）
- （英文）Retro Drive: Suzuki SC100 Whizzkid （页面存档备份，存于）